# Alfredo Versace
Alfredo Versace (ur. 4 czerwca 1969) – włoski brydżysta z tytułem World Grand Master w kategorii Open (WBF) oraz European Grand Master i European Champion w kategoriach Open, Juniors i Mixed (EBL).
Jego stałym partnerem jest Lorenzo Lauria.

## Wyniki brydżowe

### Olimpiady
Na olimpiadach uzyskał następujące rezultaty:
| Olimpiady brydżowe. Zawody teamów | Olimpiady brydżowe. Zawody teamów | Olimpiady brydżowe. Zawody teamów    | Olimpiady brydżowe. Zawody teamów | Olimpiady brydżowe. Zawody teamów | Olimpiady brydżowe. Zawody teamów |
| Rok                               | Miejsce                           | Zawody                               | Kategoria                         | Drużyna                           | Pozycja                           |
| --------------------------------- | --------------------------------- | ------------------------------------ | --------------------------------- | --------------------------------- | --------------------------------- |
| 2012                              | Lille                             | 2. Olimpiada Sportów Umysłowych      | Open                              | Italy                             | 5                                 |
| 2008                              | Pekin                             | 1. Olimpiada Sportów Umysłowych      | Open                              | Italy                             | 1                                 |
| 2004                              | Stambuł                           | 12 Olimpiada Teamów                  | Open                              | Italy                             | 1                                 |
| 2002                              | Salt Lake City                    | 4. Mistrzostwa o Wielką Nagrodę MKOL | Open                              | Italy                             | 3                                 |
| 2000                              | Lozanna                           | 3. Mistrzostwa o Wielką Nagrodę MKOL | Open                              | Italy                             | 2                                 |
| 2000                              | Maastricht                        | 11. Olimpiada Brydżowa               | Open                              | Italy                             | 1                                 |
| 1999                              | Lozanna                           | 2. Mistrzostwa o Wielką Nagrodę MKOL | Open                              | Italy                             | 1                                 |
| 1996                              | Rodos                             | 10. Olimpiada Teamów                 | Open                              | Italy                             | 5                                 |
| 1992                              | Salsomaggiore                     | 9. Olimpiada Teamów                  | Open                              | Italy                             | 11                                |

### Zawody światowe
W światowych zawodach zdobył następujące lokaty:
| Mistrzostwa Świata. Konkurencja teamów | Mistrzostwa Świata. Konkurencja teamów | Mistrzostwa Świata. Konkurencja teamów   | Mistrzostwa Świata. Konkurencja teamów | Mistrzostwa Świata. Konkurencja teamów | Mistrzostwa Świata. Konkurencja teamów |
| Rok                                    | Miejsce                                | Zawody                                   | Kategoria                              | Drużyna                                | Pozycja                                |
| -------------------------------------- | -------------------------------------- | ---------------------------------------- | -------------------------------------- | -------------------------------------- | -------------------------------------- |
| 2013                                   | Nusa Dua                               | 41. Mistrzostwa Świata Teamów            | Open                                   | Italy                                  | 1                                      |
| 2011                                   | Veldhoven                              | 40. Mistrzostwa Świata Teamów            | Open                                   | Italy                                  | 3                                      |
| 2010                                   | Filadelfia                             | 13. Seria Mistrzostw Świata              | Miksty                                 | Cayne                                  | 23                                     |
| 2010                                   | Filadelfia                             | 13. Seria Mistrzostw Świata              | Open                                   | Cayne                                  | 9                                      |
| 2009                                   | São Paulo                              | 39. Mistrzostwa Świata Teamów            | Open                                   | Italy                                  | 2                                      |
| 2007                                   | Szanghaj                               | 38. Mistrzostwa Świata Teamów            | Trans                                  | Leonina                                | 92                                     |
| 2007                                   | Szanghaj                               | 38. Mistrzostwa Świata Teamów            | Open                                   | Italy                                  | 5                                      |
| 2006                                   | Werona                                 | 12. Mistrzostwa Świata                   | Open                                   | Angelini                               | 33                                     |
| 2005                                   | Estoril                                | 37. Mistrzostwa Świata Teamów            | Open                                   | Italy                                  | 1                                      |
| 2003                                   | Monte Carlo                            | 36. Mistrzostwa Świata Teamów            | Open                                   | Italy                                  | 2                                      |
| 2002                                   | Montreal                               | 11. Mistrzostwa Świata                   | Open                                   | Lavazza                                | 1                                      |
| 2001                                   | Paryż                                  | 35. Mistrzostwa Świata Teamów            | Open                                   | Italy                                  | 4                                      |
| 2000                                   | Southampton                            | 34. Mistrzostwa Świata Teamów            | Trans                                  | Sosler G                               | 12                                     |
| 1998                                   | Lille                                  | 10. Mistrzostwa Świata                   | Open                                   | Angelini                               | 1                                      |
| 1997                                   | Hammamet                               | 33. Mistrzostwa Świata Teamów            | Trans                                  | Italy                                  | 5                                      |
| 1995                                   | Pekin                                  | 32. Mistrzostwa Świata Teamów            | Open                                   | Italy                                  | 11                                     |
| 1995                                   | Bali                                   | 5. Młodzieżowe Mistrzostwa Świata Teamów | Juniorzy                               | Italy                                  | 5                                      |
| 1994                                   | Albuquerque                            | 9. Mistrzostwa Świata                    | Open                                   | Burgay                                 | 17                                     |
| 1993                                   | Aarhus                                 | 4. Młodzieżowe Mistrzostwa Świata Teamów | Juniorzy                               | Italy                                  | 7                                      |

| Mistrzostwa Świata. Konkurencja par | Mistrzostwa Świata. Konkurencja par | Mistrzostwa Świata. Konkurencja par | Mistrzostwa Świata. Konkurencja par | Mistrzostwa Świata. Konkurencja par | Mistrzostwa Świata. Konkurencja par |
| Rok                                 | Miejsce                             | Zawody                              | Kategoria                           | Partner                             | Pozycja                             |
| ----------------------------------- | ----------------------------------- | ----------------------------------- | ----------------------------------- | ----------------------------------- | ----------------------------------- |
| 2010                                | Filadelfia                          | 13. Mistrzostwa Świata              | Open IMP                            | Franco Gusso                        | 105                                 |
| 2006                                | Werona                              | 12. Mistrzostwa Świata              | Miksty                              | Chantal Hammerli                    | 60                                  |
| 2006                                | Werona                              | 12. Mistrzostwa Świata              | Open                                | George Jacobs                       | 131                                 |
| 1998                                | Lille                               | 10. Mistrzostwa Świata              | Open                                | Antonio Sementa                     | 11                                  |
| 1998                                | Lille                               | 10. Mistrzostwa Świata              | Miksty                              | Guliana Agro                        | 19                                  |

| Mistrzostwa Świata. Konkurencja indywidualna | Mistrzostwa Świata. Konkurencja indywidualna | Mistrzostwa Świata. Konkurencja indywidualna | Mistrzostwa Świata. Konkurencja indywidualna | Mistrzostwa Świata. Konkurencja indywidualna | Mistrzostwa Świata. Konkurencja indywidualna |
| Rok                                          | Miejsce                                      | Zawody                                       | Kategoria                                    | Pozycja                                      |                                              |
| -------------------------------------------- | -------------------------------------------- | -------------------------------------------- | -------------------------------------------- | -------------------------------------------- | -------------------------------------------- |
| 2004                                         | Werona                                       | 6. Indywidualne Mistrzostwa Świata           | Open                                         | 11                                           |                                              |
| 2000                                         | Ateny                                        | 5. Indywidualne Mistrzostwa Świata           | Open                                         | 23                                           |                                              |
| 1994                                         | Paryż                                        | 2. Indywidualne Mistrzostwa Świata           | Open                                         | 5                                            |                                              |

### Zawody europejskie
W europejskich zawodach zdobył następujące lokaty:
| Zawody europejskie. Konkurencja teamów | Zawody europejskie. Konkurencja teamów | Zawody europejskie. Konkurencja teamów    | Zawody europejskie. Konkurencja teamów | Zawody europejskie. Konkurencja teamów | Zawody europejskie. Konkurencja teamów |
| Rok                                    | Miejsce                                | Zawody                                    | Kategoria                              | Drużyna                                | Pozycja                                |
| -------------------------------------- | -------------------------------------- | ----------------------------------------- | -------------------------------------- | -------------------------------------- | -------------------------------------- |
| 2012                                   | Ejlat                                  | 11. Puchar Europy                         | Open                                   | Angelini - Italy                       | 2                                      |
| 2012                                   | Dublin                                 | 51. Mistrzostwa Europy Teamów             | Open                                   | Italy                                  | 3                                      |
| 2010                                   | Ostenda                                | 50. Mistrzostwa Europy Teamów             | Open                                   | Italy                                  | 1                                      |
| 2009                                   | Paryż                                  | 8. Puchar Europy                          | Open                                   | Angelini - Italy                       | 1                                      |
| 2009                                   | San Remo                               | 4. Otwarte Mistrzostwa Europy             | Open                                   | Angelini                               | 9                                      |
| 2008                                   | Amsterdam                              | 7. Puchar Europy                          | Open                                   | Parioli Italy                          | 1                                      |
| 2008                                   | Pau                                    | 49. Mistrzostwa Europy Teamów             | Open                                   | Italy                                  | 5                                      |
| 2007                                   | Wrocław                                | 6. Puchar Europy                          | Open                                   | Parioli - Italy                        | 1                                      |
| 2007                                   | Antalya                                | 3. Otwarte Mistrzostwa Europy             | Open                                   | Zimmerman - Angelini                   | 17                                     |
| 2007                                   | Antalya                                | 3. Otwarte Mistrzostwa Europy             | Miksty                                 | Hammerli                               | 17                                     |
| 2006                                   | Rzym                                   | 5. Puchar Europy                          | Open                                   | Parioli - Italy                        | 4                                      |
| 2006                                   | Warszawa                               | 48. Mistrzostwa Europy Teamów             | Open                                   | Italy                                  | 1                                      |
| 2005                                   | Bruksela                               | 4. Puchar Europy Teamów                   | Open                                   | Parioli - Italy                        | 1                                      |
| 2005                                   | Teneryfa                               | 2. Otwarte Mistrzostwa Europy             | Miksty                                 | Jacobs                                 | 17                                     |
| 2005                                   | Teneryfa                               | 2. Otwarte Mistrzostwa Europy             | Open                                   | Jacobs                                 | 5                                      |
| 2004                                   | Barcelona                              | 3. Puchar Europy                          | Open                                   | Italy                                  | 1                                      |
| 2004                                   | Malmö                                  | 47. Mistrzostwa Europy Teamów             | Open                                   | Italy                                  | 1                                      |
| 2003                                   | Rzym                                   | 2. Puchar Europy                          | Open                                   | Parioli - Italy                        | 1                                      |
| 2003                                   | Mentona                                | 1. Otwarte Mistrzostwa Europy             | Open                                   | Angeli-Bov                             | 71                                     |
| 2002                                   | Warszawa                               | 1. Puchar Europy Teamów                   | Open                                   | Italy                                  | 1                                      |
| 2002                                   | Salsomaggiore                          | 46. Mistrzostwa Europy Teamów             | Open                                   | Italy                                  | 1                                      |
| 2002                                   | Ostenda                                | 7. Mistrzostwa Europy Mikstów             | Miksty                                 | Lavazza                                | 1                                      |
| 2001                                   | Teneryfa                               | 45. Mistrzostwa Europy Teamów             | Open                                   | Italy                                  | 1                                      |
| 1997                                   | Montecatini                            | 43. Mistrzostwa Europy Teamów             | Open                                   | Italy                                  | 1                                      |
| 1995                                   | Vilamoura                              | 42. Mistrzostwa Europy Teamów             | Open                                   | Italy                                  | 1                                      |
| 1994                                   | Papendal                               | 14. Młodzieżowe Mistrzostwa Europy Teamów | Juniorzy                               | Italy                                  | 5                                      |
| 1993                                   | Mentona                                | 41. Mistrzostwa Europy Teamów             | Open                                   | Italy                                  | 10                                     |
| 1992                                   | Paryż                                  | 13. Młodzieżowe Mistrzostwa Europy Teamów | Juniorzy                               | Italy                                  | 1                                      |
| 1992                                   | Ostenda                                | 2. Mistrzostwa Europy Mikstów             | Miksty                                 | Lavazza                                | 2                                      |
| 1991                                   | Killarney                              | 40. Mistrzostwa Europy Teamów             | Open                                   | Italy                                  | 5                                      |
| 1988                                   | Płowdiw                                | 11. Młodzieżowe Mistrzostwa Europy Teamów | Juniorzy                               | Italy                                  | 2                                      |
| 1986                                   | Budapeszt                              | 10. Młodzieżowe Mistrzostwa Europy Teamów | Juniorzy                               | Italy                                  | 6                                      |

| Zawody europejskie. Konkurencja par | Zawody europejskie. Konkurencja par | Zawody europejskie. Konkurencja par | Zawody europejskie. Konkurencja par | Zawody europejskie. Konkurencja par | Zawody europejskie. Konkurencja par |
| Rok                                 | Miejsce                             | Zawody                              | Kategoria                           | Partner                             | Pozycja                             |
| ----------------------------------- | ----------------------------------- | ----------------------------------- | ----------------------------------- | ----------------------------------- | ----------------------------------- |
| 2009                                | San Remo                            | 4. Otwarte Mistrzostwa Europy       | Open                                | Francesco Angelini                  | 163                                 |
| 2007                                | Antalya                             | 3. Otwarte Mistrzostwa Europy       | Miksty                              | Chantal Hammerli                    | 51                                  |
| 2005                                | Teneryfa                            | 2. Otwarte Mistrzostwa Europy       | Mikst                               | Monica Cuzzi                        | 37                                  |
| 2005                                | Teneryfa                            | 2. Otwarte Mistrzostwa Europy       | Open                                | George Jacobs                       | 112                                 |
| 1996                                | Monte Carlo                         | 4. Mistrzostwa Europy Mikstów       | Mikst                               | Guliana Agro                        | 129                                 |
| 1995                                | Rzym                                | 8. Mistrzostwa Europy Par           | Open                                | Francesco Angelini                  | 69                                  |
| 1992                                | Ostenda                             | 2. Mistrzostwa Europy Mikstów       | Mikst                               | Simonetta Paoluzi                   | 26                                  |
| 1987                                | Paryż                               | 4. Mistrzostwa Europy Par           | Open                                | Giovanni Delfino                    | 58                                  |

## Klasyfikacja
- Alfredo Versace – klasyfikacja WBF (ang.)
- Alfredo Versace – klasyfikacja EBL (ang.)